# Eschata isabella
Eschata isabella là một loài bướm đêm trong họ Crambidae.